# Kfz-Kennzeichen (Föderierte Staaten von Mikronesien)

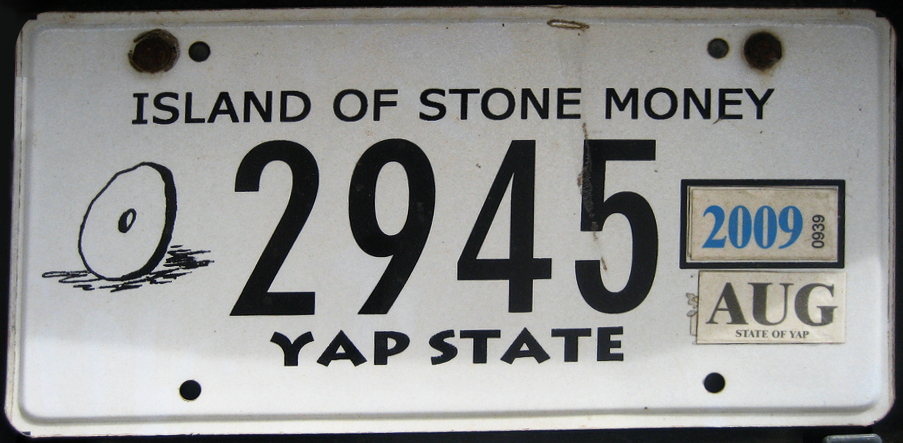
Kfz-Kennzeichen aus Yap

Die Kfz-Kennzeichen der Föderierten Staaten von Mikronesien werden seit 1986 vergeben und sind den US-amerikanischen Schildern nachempfunden. Die vier Bundesstaaten Chuuk, Kosrae, Pohnpei und Yap vergeben eigene Kennzeichen, die sich in ihrer Gestaltung deutlich unterscheiden. Einige Schilder stellen beispielsweise die Nationalflagge oder die Flagge des Bundesstaates dar. In der Regel erscheint der Name des jeweiligen Staates auf dem Kennzeichen, teils ergänzt um den Landesnamen oder das Motto des Staates. Fahrzeuge der Verwaltungsbehörden erhalten spezielle Kennzeichen.

Bis 1986 war Mikronesien Teil des von den Vereinigten Staaten verwalteten UN-Treuhandgebiets Trust Territory of the Pacific Islands und verwendete Kennzeichen, die diesen Namen zeigten.